# 谭浩强
谭浩强（1934年11月—），清华大学前政治辅导员、党支部书记，中国大陆部分计算机教材的作者，广东台山人。1958年清华大学自动控制系毕业。

## 生平
谭浩强生于上海市，在家中排行第三，另有两个哥哥一个妹妹，5岁时父亲逝世，由母亲抚养长大。1952年，谭浩强从毕业上海中学后，应上海团委的请求，未参加高考，而是到上海市复旦中学担任政治辅导员。1953年，响应号召考入清华大学电机系，学生时代曾担任清华大学学生会主席、北京市学联副主席、全国学联执行委员，北京市人大代表。1958年，从清华大学自动控制系毕业并留校工作，担任清华大学团委副书记，同时承担教学工作。1978年起，投入计算机教育。
现担任全国高等院校计算机基础教育研究会会长、教育部全国计算机应用技术证书（NIT）考试委员会主任委员，教育部全国计算机等级考试委员会副主任，是中国大陆部分计算机教材的作者。

## 谭浩强所创中国之最
- 20年来编著出版了130本计算机著作，此外主编了250多本计算机书籍，2000年12月经上海大世界基尼斯中国之最认证为个人编著科技书籍数量之最[3]。
- 编著和主编的书发行量超过了4500万册，是读者最多的科技作家[來源請求]。
- 编著的《BASIC语言》至1987年即发行销售过千万册，总发行量达到1200多万册，2000年月经上海大世界基尼斯中国之最认证为科技书籍（单行本）发行数量之最[4]

## 曾获得的奖项
- 中国高校教学成果奖国家级奖
- 多项中国部委级优秀教材奖
- 北京市政府授予“有突出贡献专家”称号
- 中国科委、中国科协表彰为“全国优秀科普工作者”
- 英国剑桥国际传记中心将他列入“世界名人录”
- 2000年1月被《计算机世界》报组织的“世纪评选”评为中国“20世纪最有影响的IT人物”10个人之一（排在第2位）